# Constantin David (Boxer)
Constantin David (* 25. Dezember 1912; † unbekannt) war ein rumänischer Boxer.

## Werdegang
Constantin David belegte bei den Europameisterschaften 1934 den vierten Platz und nahm an den Olympischen Sommerspielen 1936 in Berlin teil. Im Leichtgewichtsturnier schied er in der ersten Runde gegen den Italiener Marino Facchin aus.